# Heinkel He 59
Heinkel He 59 – niemiecki samolot zaprojektowany w 1930, pełniący funkcję zarówno bombowca torpedowego, jak i rozpoznawczą, mający możliwość lądowania na lądzie przy zastosowaniu standardowego podwozia kołowego i na wodzie przy użyciu pływaków.

## Historia
W 1930 Reinhold Mewes rozpoczął projektowanie w biurze konstrukcyjnym Ernsta Heinkela tego samolotu dla Kriegsmarine, jednak w celu ukrycia militarnego przeznaczenia konstrukcja oficjalnie była cywilna. Pierwszy prototyp (o konstrukcji typowego wodnosamolotu) nosił oznaczenie He 59 A, natomiast pierwszy oblot został przeprowadzony na maszynie He 59 B we wrześniu 1931. Wersja B została przeznaczona do produkcji seryjnej i dostarczono 142 sztuki tego samolotu (w trzech wersjach).
Konstrukcja samolotu opierała się na wykorzystaniu różnych materiałów. Skrzydła o drewnianym szkielecie pokryte były z przodu sklejką, a w dalszej części płótnem. Kadłub w kształcie pudełka miał konstrukcję stalową, także pokrytą płótnem, natomiast sekcję ogonową pokryto lekką blachą.
Pierwsze samoloty tego typu wykorzystano już podczas wojny domowej w Hiszpanii w 1936 w liczbie dziesięciu sztuk. Utworzyły tam morską eskadrę rozpoznawczą AS/88 w składzie Legionu Condor. Głównym zadaniem samolotów miało być zwalczanie żeglugi w charakterze bombowców torpedowych, jednak w praktyce okazało się, że sprowadzane norweskie torpedy były wadliwe i rozpoczęto loty bombowe. Wodnosamoloty były też wykorzystywane do bombardowań portów, mostów i celów położonych w głębi lądu. Piloci starali się dotrzeć nad cel lotem szybowym, przy wyłączonych silnikach, na niewielkiej wysokości. W styczniu 1939 r. samoloty wsparły powstanie na Minorce, brały też udział w nalotach na Tarragonę oraz San Felin de Guixos. W trakcie wojny domowej samoloty te zatopiły łącznie 52 statki. Ze służących 27 Heinkli w Hiszpanii 17 zostało zniszczonych, jednak większość utracono w wypadkach. 
Przez pierwsze miesiące II wojny światowej He 59 był używany jako samolot torpedowy, bombowy lub stawiający miny. W 1940-1941 używano go do działań rozpoznawczych, a w 1941-1942 także jako samolot transportowy i szkoleniowy. 
We wrześniu 1939 r. samoloty tego typu, należące do 3./Kü.Fl.Gr.506 i 3./Kü.Fl.Gr.706., zatopiły polski stawiacz min ORP "Gryf", brały też udział w nalotach na Westerplatte. Podczas kampanii norweskiej, wodnosamoloty z grupy transportowej z.b.V 108 transportowały sprzęt i żołnierzy. 10 maja 12 samolotów z tej grupy wzięło udział w inwazji na Holandię, transportując 90 spadochroniarzy z 11. kompanii, 16. pułku spadochronowego 7. Flieger-Division pod Nieuwe Maas, by zająć mosty.
Część samolotów służyła w lotnictwie ratowniczym (Seenotdienst). Oznaczone symbolami Czerwonego Krzyża i pomalowane na biało, działające nad Kanałem La Manche, były zwalczane przez brytyjskie samoloty myśliwskie. Docierały one do zestrzelonych nad wodą pilotów szybciej, niż łodzie ratownicze Coastal Command. Jako pretekst, wykorzystano przypadek jednego zestrzelonego w lipcu 1940 r. samolotu, gdzie znaleziono zapiski z pozycjami przepływających statków. Brytyjczycy uznali to za szpiegostwo i Ministerstwo Lotnictwa nakazywało niszczenie niemieckich samolotów ratunkowych. Niemcy próbowali protestować i powoływać się na Konwencję Genewską, jednak Brytyjczycy nie zmienili swojego postępowania. W odpowiedzi na ataki, Niemcy zaczęli uzbrajać samoloty ratownicze, latające od teraz pod osłoną myśliwską, a samoloty zostały przemalowane na wojenny kamuflaż. 
Heinkle brały też udział w działaniach na Morzu Bałtyckim i Czarnym. 
Wersje szkoleniowe He 59 pozostały w użyciu nieco dłużej niż bojowe, jednak wszystkie maszyny zostały zniszczone lub wycofane do 1944.
Fińskie Siły Powietrzne (fiń. Ilmavoimat) wypożyczyło w sierpniu 1943 od Niemiec cztery samoloty typu He 59. Pełniły tam funkcje transportowe, dalekiego rozpoznania i patrolowe, a po 4 miesiącach użytkowania zostały zwrócone.
Samolot brał udział w ratowaniu rozbitków z zatopionego niszczyciela Moskwa.

## Wersje rozwojowe
- He 59 C-1 – nieuzbrojony samolot szkoleniowy;
- He 59 C-2 – samolot ratownictwa morskiego;
- He 59 D-1 – samolot szkoleniowo-ratowniczy;
- H59 E-1 – szkoleniowy bombowiec torpedowy;
- He 59 E-2 – szkoleniowy samolot rozpoznawczy;
- He 59 N – samolot do nauki nawigacji (konwersja He 59 D-1).